# Fiskgölen
Fiskgölen är en sjö i Motala kommun i Östergötland och ingår i Motala ströms huvudavrinningsområde. Sjön har en area på 0,0636 kvadratkilometer och ligger 126,1 meter över havet.

## Delavrinningsområde
Fiskgölen ingår i det delavrinningsområde (651866-146238) som SMHI kallar för Mynnar i Hättorpsån. Medelhöjden är 157 meter över havet och ytan är 19,61 kvadratkilometer. Det finns inga avrinningsområden uppströms utan avrinningsområdet är högsta punkten. Vattendraget som avvattnar avrinningsområdet har biflödesordning 4, vilket innebär att vattnet flödar genom totalt 4 vattendrag innan det når havet efter 93 kilometer. Avrinningsområdet består mestadels av skog (88 procent). Avrinningsområdet har 0,78 kvadratkilometer vattenytor vilket ger det en sjöprocent på 4 procent.